# Classificação de instrumentos musicais

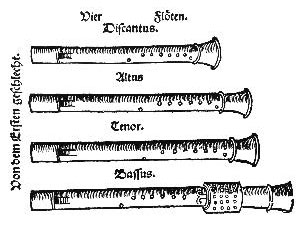
"Musica instrumentalis deudsch", por Martin Agrícola(1529).

A Classificação de instrumentos musicais consiste na divisão dos mesmos de acordo com suas características. Podem ser classificados conforme o material usado para sua construção, a característica de seu som ou de que forma produzem o som.
O mais antigo esquema de classificação de instrumentos musicais é chinês e data do século IV antes de Cristo. Esse sistema agrupa os instrumentos de acordo com o material com o qual são fabricados, como pedra, madeira, seda, etc.
Atualmente, o sistema mais amplamente utilizado no Ocidente é a classificação proposta por Hornbostel-Sachs, embora ainda seja bastante comum o uso da classificação tradicional da orquestra sinfônica que divide seus instrumentos em Cordas, Sopros e Percussão. No entanto existem classificações diferentes e outras culturas utilizam outras formas de classificação. Usualmente, os instrumentos se classificam de acordo com a maneira em que o som é produzido, independentemente do pós-processamento (por exemplo, um violão elétrico é classificado como um instrumento de corda, mesmo com os efeitos que podem ser acrescidos posteriormente com o uso de equipamentos eletrônicos).

## Natya Shastra
Um antigo sistema de origem indiana datado entre 200 A.C. e 200 E.C., Natya Shastra, divide os instrumentos em quatro principais grupos de classificação: os instrumentos onde se produz o som pela vibração de cordas, instrumentos onde se produz o som pela vibração de colunas de ar, os instrumentos de percussão feitos de madeira ou metal, e os instrumentos de percussão com pastilhas de borracha de pele, ou membranas.

## Grécia Antiga
O sistema que classifica aos instrumentos como sendo de corda, sopro e percussão, usado hoje no Ocidente, data da antiga Grécia. Segundo Kartomi, o esquema herdado da cultura helenística que divide instrumentos musicais em percussão, cordas e sopros foi a principal influência nos esquemas de Porfírio de Tiro, Boécio e Cassiodoro.

## Sistemas de classificação entre a Idade Média e o século XVIII
No século XVI, um sistema de classificação é proposto por Martin Agricola, que distinguiu os instrumentos entre corda pulsada, como o violão, dos instrumentos de corda friccionada, como o violino. Um outro sistema é o proposto por Pólux em percussão e sopros, sendo que as cordas estariam integradas à primeira categoria.

## Os sistemas de Mahillon e Hornbostel Sachs
Victor-Charles Mahillon adotou um sistema muito similar ao Natya Shastra. Mahillon foi curador da coleção de instrumentos musicais do conservatório de Bruxelas, e em 1888 catalogou a coleção, dividindo-a em quatro grupos de instrumentos:
- corda;
- sopro;
- percussão; e
- outros tipos de instrumentos de percussão.

Este esquema foi adotado mais tarde por Erich von Hornbostel e Curt Sachs que publicaram um extenso programa de novas classificações na Zeitschrift für Ethnologie (Revista de Antropologia Social) em 1914. Este sistema é utilizado hoje em dia, e é mais conhecido como o sistema de Hornbostel-Sachs.

## Atualidade
Hoje em dia a música clássica não mantém essa divisão (embora nas partituras haja distinção entre os instrumentos de corda pulsada e friccionada), mas há uma distinção entre os instrumentos de sopro de madeira e os instrumentos de sopro de metal. Esta classificação clássica aplica-se no contexto da orquestra sinfônica, tanto no que se refere à orquestração e à análise musical, como também à direção. A distribuição entre ambas as classificações é a seguinte:
- Instrumentos de corda da orquestra sinfônica: cordofones.
- Instrumentos de sopro: aerofones.
- Instrumentos de percussão: membranofones e idiofones.
- Instrumentos que utilizam a corrente elétrica: eletrofones.

Observações:
Os instrumentos de teclas podem ser enquadrados como cordofones, aerofones, idiofones ou eletrofones.
O único eletrofone admitido como parte da orquestra sinfônica são as Ondas Martenot.
No mesmo contexto, a subdivisão usual dos instrumentos de sopro se estabelece entre os seguintes grupos: das madeiras, que independentemente do material de que estão construídos incluem os aerofones de bisel (flautas), de palheta simples (clarinetes), de palheta dupla (oboés) e de palheta livre (acordeom), e o dos metais, que compreende aos aerofones de embocadura.
Fora do contexto da orquestra sinfônica podemos observar que os estudos formais de música (conservatórios) compreendem instrumentos fora da orquestra como o violão (um cordofone) ou o saxofone (um aerofone de palheta simples). Há contudo problemas com este sistema.
Nota-se que algumas vezes os instrumentos "não ocidentais" não se ajustam à essa última classificação. Por exemplo, um instrumento antigo que hoje em dia é visto raramente, o serpentano, deveria ser classificado como um instrumento de sopro, com uma coluna de ar que se desloca pelo soprar do músico; porém, se parece mais com um instrumento de metal, e em muitos aspectos, está mais perto dele, com os dedos colocados nos orifícios de controle das notas, em vez de válvulas. Também há problemas com a classificação de certos instrumentos de teclas. Por exemplo, o piano tem cordas, mas são golpeadas por martelinhos, pelo qual não está claro se deve ser classificado como um instrumento de corda, ou um instrumento de percussão. Por esta razão, os instrumentos de teclas são muitas vezes considerados como pertencentes a uma categoria própria, incluindo todos os instrumentos tocados por um teclado, seja golpeando as cordas (como o piano), com cordas tocadas (como o cravo). Pode-se dizer que, com estas categorias extras, o sistema clássico de classificação de instrumentos se centra menos no modo fundamental em que os instrumentos produzem um som, e mais na técnica necessária para reproduzi-los.

## Andre Schaeffner
Os instrumentos de cordas e percussão são mais similares entre eles do que os demais instrumentos. A existência e a ubiquidade do piano põe em xeque o limite entre as cordas e a percussão: em ambas se produz o som graças à matéria em estado sólido. Do mesmo modo, idiofones, membranofones e cordofones também produzem som a partir de matéria em estado sólido, enquanto que os instrumentos de sopro produzem som a partir de matéria em estado gasoso.
Em 1932, Andre Schaeffner desenvolveu um novo sistema de classificação que foi "exaustivo, que abarca todos os potencialmente reais e imagináveis instrumentos".
O sistema de Schaeffner tem apenas duas categorias de nível superior que se representam mediante números romanos:
- I: instrumentos que produzem som a partir da vibração de sólidos:
  - I.A: não há tensão; nem valor.
  - I.B: linguafones (fixada em um só extremo);
  - I.C: cordofones (cordas, fixadas em ambas as extremidades);
- II: instrumentos que produzem som por vibração do ar.

Com o invento de hidraulofone, esta classificação há sido ampliada para incluir líquidos. Na categoria de nível superior é considerado o estado da matéria (sólido, líquido ou gasoso) do objeto que produz o som.

## Outras classificações

### Pela altura do som
Normalmente, os instrumentos ocidentais também são classificados por sua categoria musical em comparação com outros instrumentos da mesma família. Estes se dividem conforme as classificações de voz:
- Instrumentos sopranos: flauta, clarinete, flauta doce, violino, trompete, oboé, saxofone soprano
- Instrumentos alto: flauta alta, viola, trompa, saxofone alto
- Instrumentos tenores: corno inglês, trombone, saxofone tenor
- Instrumentos barítonos: violoncelo, clarinete baixo, fagote, saxofone barítono
- Instrumentos baixos: contrabaixo, tuba, saxofone contrabaixo

Nesta classificação porém pode-se não saber qual a categoria de determinados instrumentos. Por exemplo, o violoncelo pode ser considerado tenor ou baixo, dependendo de como se inscreve sua música no conjunto, o trombone pode ser alto, tenor ou baixo e o corno francês pode ser baixo, barítono, tenor ou alto.
Muitos instrumentos indicam em seu nome sua área de distribuição: saxofone soprano, saxofone alto, saxofone tenor, saxofone barítono, euphonium barítono, flauta alta, flauta, baixo elétrico.
Essas classificações são relativas quando se utiliza a altura do som no nome do instrumento, que descreve o alcance do instrumento em comparação com outros instrumentos de sua família e não em comparação com a classificação da voz humana ou dos instrumentos de outras famílias. Por exemplo, a classificação de uma flauta baixa é de C3 a F♯6, enquanto um clarinete baixo toca sobre uma oitava abaixo.

### Outras culturas
Os instrumentos lamelofones são instrumentos oblíquos e autóctones do continente africano. Caracterizam-se por sua qualidade de som único, produzido por a pulsação de suas "lâminas" ou línguas, ou tiras de metal fixadas à borda de uma madeira. Comumente denominados Mbira, Mbila, Kalimba, Karimba, Agidigbo, Sansa, Zanza, Kankowele, Likembe, e muitos outros nomes, em função de sua filiação cultural, estes instrumentos são uma contribuição única ao mundo da música.